# Cabo Fie
El Cabo Fie (en noruego: Kapp Fie), es una saliente costera localizada en la posición geográfica 54°27′S 3°28′E / -54.450, 3.467. Se encuentra en el extremo sudeste de la isla Bouvet, en el océano Atlántico Sur. Fue cartografiada inicialmente de forma provisional en el año 1898 por la expedición alemana comandada por Carl Chun y posteriormente por la expedición noruega bajo el mando del capitán Harald Horntvedt, quien exploró el área desde el Norvegia en diciembre de 1927, permaneciendo un mes en la isla.